# 1903–1904-es svájci labdarúgó-bajnokság (első osztály)
Az 1903–1904-es Swiss Serie A volt a 7. alkalommal megrendezett, legmagasabb szintű labdarúgó-bajnokság Svájcban.
A címvédő a Young Boys volt. A bajnokságot a St. Gallen csapata nyerte.

## Keleti csoport
| Hely. | Csapat                    | M | Gy | D | V | G+ | G– | Gk  | P  | Továbbjutás vagy kiesés |
| ----- | ------------------------- | - | -- | - | - | -- | -- | --- | -- | ----------------------- |
| 1.    | St. Gallen                | 8 | 7  | 0 | 1 | 28 | 6  | +22 | 14 | Továbbjutó              |
| 2.    | Grasshoppers              | 8 | 6  | 0 | 2 | 25 | 15 | +10 | 12 |                         |
| 3.    | Zürich                    | 8 | 4  | 0 | 4 | 19 | 10 | +9  | 8  |                         |
| 4.    | Blue Stars St. Gallen     | 8 | 2  | 0 | 6 | 18 | 28 | −10 | 4  |                         |
| 5.    | American Wanderers Zürich | 8 | 1  | 0 | 7 | 2  | 33 | −31 | 2  |                         |

## Központi csoport
| Hely. | Csapat             | M  | Gy | D | V  | G+ | G– | Gk  | P  | Továbbjutás vagy kiesés |
| ----- | ------------------ | -- | -- | - | -- | -- | -- | --- | -- | ----------------------- |
| 1.    | Old Boys Basel     | 10 | 8  | 1 | 1  | 41 | 11 | +30 | 17 | Továbbjutó              |
| 2.    | Young Boys Bern    | 10 | 8  | 1 | 1  | 37 | 14 | +23 | 17 |                         |
| 3.    | Basel              | 10 | 5  | 2 | 3  | 28 | 25 | +3  | 12 |                         |
| 4.    | Bern               | 10 | 3  | 3 | 4  | 19 | 20 | −1  | 9  |                         |
| 5.    | Floria Biel/Bienne | 10 | 2  | 1 | 7  | 11 | 38 | −27 | 5  |                         |
| 6.    | Fortuna Basel      | 10 | 0  | 0 | 10 | 4  | 32 | −28 | 0  |                         |

### Rájátszás
| 1. csapat | Eredmény | 2. csapat  |
| --------- | -------- | ---------- |
| Old Boys  | 3–2      | Young Boys |

## Nyugati csoport
| Hely. | Csapat            | M | Gy | D | V | G+ | G– | Gk  | P  | Továbbjutás vagy kiesés |
| ----- | ----------------- | - | -- | - | - | -- | -- | --- | -- | ----------------------- |
| 1.    | Servette Genf     | 6 | 5  | 1 | 0 | 12 | 0  | +12 | 11 | Továbbjutó              |
| 2.    | Lausanne Sports   | 6 | 2  | 2 | 2 | 20 | 9  | +11 | 6  |                         |
| 3.    | Neuchâtel         | 6 | 2  | 0 | 4 | 6  | 23 | −17 | 4  |                         |
| 4.    | La Chaux-de-Fonds | 6 | 1  | 1 | 4 | 9  | 15 | −6  | 3  |                         |

## Döntő
| Hely. | Csapat         | M | Gy | D | V | G+ | G– | Gk | P | Továbbjutás vagy kiesés |
| ----- | -------------- | - | -- | - | - | -- | -- | -- | - | ----------------------- |
| 1.    | St. Gallen     | 2 | 1  | 1 | 0 | 2  | 1  | +1 | 3 | Bajnok                  |
| 2.    | Old Boys Basel | 2 | 1  | 0 | 1 | 2  | 1  | +1 | 2 |                         |
| 3.    | Servette Genf  | 2 | 0  | 1 | 1 | 1  | 3  | −2 | 1 |                         |

| 1. csapat         | Eredmény | 2. csapat |
| ----------------- | -------- | --------- |
| 1904. március 27. |          |           |
| St. Gallen        | 1–1      | Servette  |
| 1904. április 10. |          |           |
| St. Gallen        | 1–0      | Old Boys  |
| 1904. április 17. |          |           |
| Old Boys          | 2–0      | Servette  |

A St. Gallen szerezte meg a bajnoki címet.